# 1976-os magyar tekebajnokság
Az 1976-os magyar tekebajnokság a harmincnyolcadik magyar bajnokság volt. Az egyéni bajnokságot június 19. és 20. között rendezték meg Szegeden, a férfiakét a DÉLÉP, a nőkét a SZAK pályáján, a párosok bajnokságát április 10. és 11. között Budapesten, a BKV Előre pályáján.

## Eredmények
| Versenyszám  | Arany                                           | Arany | Ezüst                                    | Ezüst | Bronz                                             | Bronz |
| ------------ | ----------------------------------------------- | ----- | ---------------------------------------- | ----- | ------------------------------------------------- | ----- |
| Férfi egyéni | Révész János Szegedi VSE                        | 1932  | Deák István DÉLÉP SC                     | 1911  | Csányi Béla Ferencvárosi TC                       | 1904  |
| Férfi páros  | Csányi Béla, Sütő László Ferencvárosi TC        | 3590  | Juhász László, Mészáros József BKV Előre | 3524  | Medgyesi Sándor, Török Mátyás Csepel SC           | 3501  |
| Női egyéni   | Megyesi Lászlóné Tatabányai Bányász             | 905   | Tóth Katalin Kecskeméti MÁV              | 875   | Vajda Jenőné Győri Richards                       | 852   |
| Női páros    | Vad Gyuláné, Holczer Lászlóné Kőbányai Porcelán | 1699  | Süli Józsefné, Tompa Györgyné Szegedi AK | 1641  | Szilassy Tiborné, Sallai Mátyásné Ferencvárosi TC | 1635  |